# Алтин-хан
Алтин (Алтан)-хан (1507—1582) — 1-й шитну-хан монгольського племені туметів. Засновник Туметського ханства.

## Життєпис
Походив з гілки Хубілаїдів династії Чингізидів. Другий син Барсболод-джінона, очільника правого крила Монгольського каганату. При народженні звався Амда (Анда). У 1524 році брав участь у поході проти урянхаців. У 1529 і 1530 році був учасником походу проти імперії Мін. Після смерті батька у 1531 році з братами Гюнбілегом і Нарійном поділив володіння. Перший отримав титул джінон (співволодар кагана) і ордоський тумен, а Амда отримав туметський тумен, куди входило 12 племен, й титул тайджі.
1531 і 1542 роках Алтин-хан на чолі великої монгольської армії здійснив три спустошливих набігу на територію Китаю, грабуючи і вбиваючи місцеве населення. У 1533, 1537—1538, 1541 роках на заклик великого кагана Боді-Алаг-хана разом зі старшим братом здійснював походи проти повсталих урянхайців, придушивши опір Туруй-нойона і Герболод-чінгсана. У 1542 році після смерті старшого брата Гюнбілег-джінона фактично очолив Праве крило Монголії, отримавши титул тушету-сечен-хан. При цьому контролював туметський і ордоський тумени. У 1544 році очолив новий похід проти урянхайців. В подальшому здійснював походи про ойратського роду ойгудів, що отаборився біля Кукунору.
У 1547 році після смерті кагана Монголії Боді-Алаг-хана отримав від Дарайсун-Годен-хана титул шитну-хана (малого хана). З цього часу звався Алтин-хан (Золотий хан). Потім завдав удару кагану, що спробував відновити владу в Монголії, в результаті Дарайсун-Годен-хан вимушений був відступити на схід до Ляодуна. У 1551 році уклав мирну угоду з Дарайсун-Годен-ханом, який визнавав лідерство Алтин-хана і поступився йому титулом «Годен-хан».

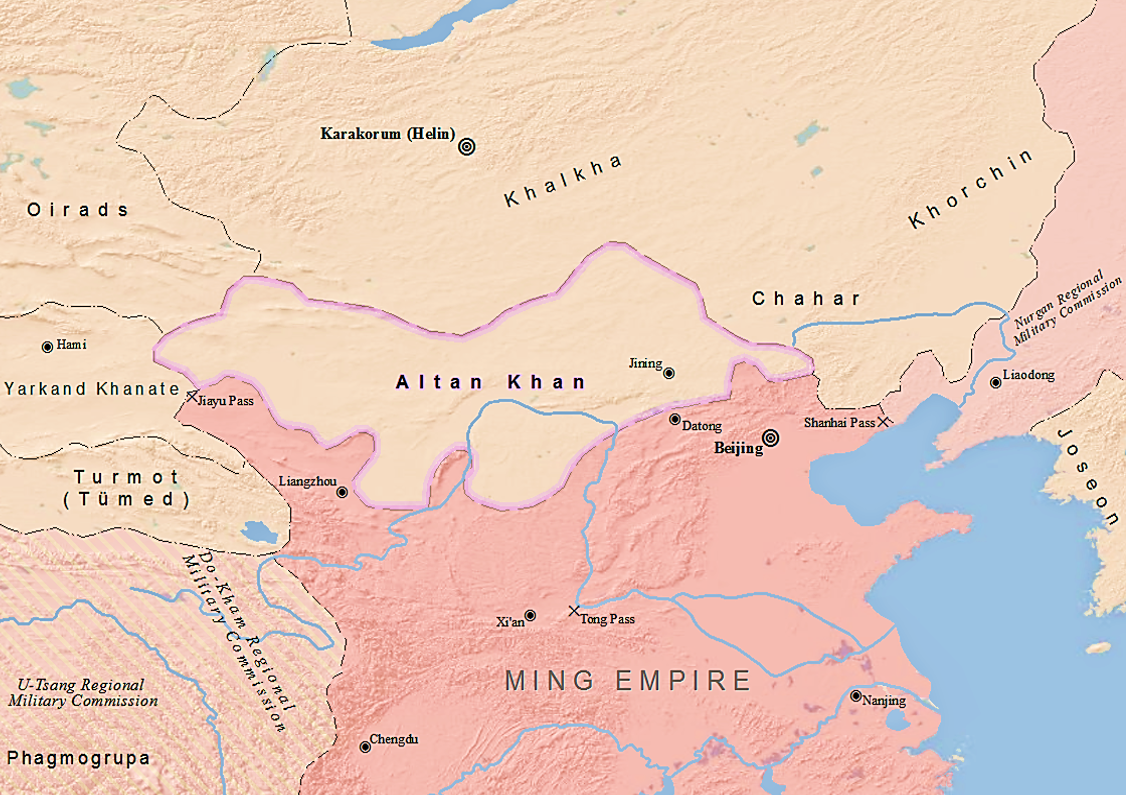
Володіння Алтин-хана

В 1550 Алтин-хан прорвався через Велику Китайську стіну і підступив до околиць Пекіна, які були спалені монголами. У 1551 році уклав мирний договір з мінським урядом, за яким для торгівлі з монголами були відкриті кінні ринки в Датуні і Сюаньфу. Незабаром, проте, вони були закриті китайським урядом, і Алтин-хан відновив військові дії на кордоні з Китаєм. У 1552 році зайняв Каракорум, давню столицю Монгольської імперії.
У 1552 році здійснив похід проти ойратів, який призвів до нових ойратсько-монгольських війн після 100-річного мирного співіснування. Ойрати пішли на захід кочовища у верхів'ях Орхона. У 1554 або 1555 році він заснував місто Кьоке-Хото («Блакитне місто»). Спочатку був його головною ставкою, центром ремесла і торгівлі в його володіннях.
У 1562 році за наказом Алтин-хан його небіж Хутуктай Сецен-хунтайджі завдав нового удару ойратам (торгутам і дербетам), змусивши їх відступити ще далі на захід — до річки Іртиш. Встановив відносини з Далай-ламою і поклав початок поширенню буддизму і зміцненню буддійської церкви в Монголії. При Алтан-хана було закінчено освоєння монголами території Ордоса. 1566 році здійснено похід до Тибету.
У 1571 році китайський імператор Цзайхоу надав Алтин-хану титул шун'ї-вана («слухняний і праведний князя»). Натомість Алтин-хан визнав зверхність Китаю. Водночас китайський імператор надав спеціальні торгові права Туметському ханству, ставши єдиним монгольським ханом, що отримав офіційне право на торгівлю з імперією Мін. Торговельні пункти розташовувалися в Датуні, Калгані, Сініні і Кьоке-Хото. На знак прихильності Алтин-хану було подаровано також сукня (халат), розшите чотирипалими драконами. Цей договір суттєво погіршив стосунки з каганом Тумен-Ясаґту-ханом, номінальним васалом якого Алтин-хан був й не мав права укладати самостійні міждержавні угоди.
Алтин-хан на противагу кагану Тумен-Ясаґту-хану став прихильником школи Гелуг, суперника Карма Каг'ю. Ще у 1569 році встановив дипломатичні стосунки з Сонам Г'яцо, очільника школи гелуг запрошуючи його до себе. 1573 році запросив до себе тибетських вчених, знавців буддизму. 1577 році Сонам Г'яцо прибув до Алтин-хана, який став звати того Далай (є перекладом тибетського імені «Г'яцо» на монгольську, що значить океан). З тих пір Сонам Г'яцо став відомий як Далай-лама. Також цей титул було надано двом його попередникам. Таким чином, Сонам Г'яцо визнавався Далай-ламою III. З цього часу цей титул закріпився за тибетськими очільниками ламаїзму. В свою чергу Алтин-хан отримав титули Чок'ї Г'ялпо (Володар віри) і Лха Цанґпа Ченпо (Божественний махабрахман).
Буддизм було оголошено офіційною релігією володіння Алтин-хана у 1578 році. Доволі швидко підданці Алтин-хану прийняли ламаїзму школи гелуг. За допомогою наприкінці 1570-х років лам завершив складання збірки законів відомою як «Звід Алтин-хана».
Помер у 1582 році. Йому спадкував старший син Сенґе Дуурен-хан.